# Wuji (taoïsme)

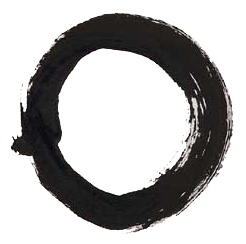

Wuji (chinois traditionnel : 無極 ; pinyin : wújí ; Wade : wu-chi) est un terme du taoïsme qui signifie littéralement: sommet du néant. Il est la source sans fin à laquelle tout retourne. Il est associé au mouvement perpétuel du retour dénommé fu.